# 비니시우스 소자
비니시우스 지 소자 코스타(포르투갈어: Vinícius de Souza Costa, 1999년 6월 19일 ~ )는 브라질의 축구 선수이다. 그의 포지션은 미드필더로, 현재 잉글랜드 프리미어리그의 셰필드 유나이티드에서 활약하고 있다.

## 클럽 경력

### 초기 경력
리우데자네이루 인근의 파드레 미구엘에서 태어난 비니시우스는 2014년에 플라멩구 입단 테스트에서 U-15 팀의 제 히카르두 감독의 승인을 받아 입단했다. 유소년팀에서 그는 훗날 프로팀 동료가 될 마테우스 툴레와 링콘과 함께 뛰었다.

### 플라멩구
2019년 3월 31일, 비니시우스는 이스타지우 두 마라카낭에서 열린 1-1로 비긴 바스쿠 다 가마와의 캄페오나투 카리오카 경기에서 막판 교체 투입되어 프로 데뷔전을 치뤘다.
2019년 8월, 구스타보 케야르가 알힐랄로 이적한 후, 조르즈 제주스 감독은 비니시우스를 프로팀으로 승격시켰다. 포르투갈 감독은 그를 그의 전 제자인 네마냐 마티치와 비교하며 칭찬을 아끼지 않았다.
2019년 10월 10일, 비니시우스는 이스타지우 두 마라카낭에서 열린 3-1로 이긴 아틀레치쿠 미네이루와의 경기에서 후반 추가시간에 헤이니에르와 교체 투입되어 캄페오나투 브라질레이루 세리이 A 데뷔전을 치뤘다.

### 로멀
2020년 8월 25일, 로멀은 €2.5M의 이적료에 플라멩구에서 비니시우스를 영입했다.

#### 메헬렌 (임대)
2021년 7월 1일, 비니시우스는 KV 메헬렌으로 한 시즌 임대되었다.

#### 에스파뇰 (임대)
2022년 7월 8일, 비니시우스는 에스파뇰로 한 시즌 임대되었다.

## 수상 내역

### 클럽
플라멩구
- 코파 리베르타도레스: 2019[6]
- 레코파 수다메리카나: 2020[7]
- 캄페오나투 브라질레이루 세리이 A: 2019
- 수페르코파 두 브라질: 2020
- 캄페오나투 카리오카: 2019, 2020